# Offa (Nigéria)
Offa, no estado de Kwara, é uma cidade situada no centro da Nigéria com uma população de cerca de 90.000 habitantes. A vegetação em Offa é de cerrado 
e a cidade é conhecida por seu comércio, tecelagem e tingimento, usando tintas vegetais cultivadas localmente, feitas a partir de Índigo e outras plantas.
Offa é bem conhecida pelo cultivo de batata doce e milho, que também faziam parte dos alimentos básicos favoritos dos indígenas na cidade. Um de seus elogios é ser o endereço da casa da batata-doce. Gado, cabras e ovelhas também são criados nos arredores. As religiões principais praticadas na cidade são: islamismo, cristianismo e as religiões tradicionais africanas.
A tradição antiga pelo qual a cidade é conhecida é luta. A rica história de Offa é amplamente documentada em um livro escrito por James Bukoye Olafimihan um educador e pastor intitulado Iwe Itan Offa, traduzido literalmente O Livro da História de Offa.
Offa está na linha ferroviária de Lagos, a antiga capital da Nigéria, e serviu como terminal ferroviário antes da linha ser estendida para o norte, para Kano e Nguru.
Instituições de ensino superior da cidade incluem a Federal Polytechnic Offa, criada em 1992, o Kwara State College of Health Technology (estabelecida 1976 ), e a Nigeria Navy School of Health Sciences. Há também duas universidades privadas e uma politécnica cuja construção está quase concluída.
As duas famílias reais na cidade de Offa são a Ailelerin e Olugbenga. Eles são bem conhecidos na história de Offa. Algumas famílias proeminentes são: os Olatinwos, os Ijaiyas, e os Adekeyes.
Personalidades eminentes que são conhecidos em todo o país, inclui: 
- Fadilat Maolana Sheikh Jamiu Shamsudeen (Bulala),
- Fadilat Maolana Sheikh Mohammed Raji (Afelele),
- Aremo (Prof) Mosbalaje Olaloye Oyawoye (CON),
- Grupo Capitão Salaudeen Latinwo (rtd),
- Chefe Sunday Olawoyin (O falecido Asiwaju de Offa),
- Chief Olatunji Emmanuel Adesoye (OON),
- Bar. Ayo Opadokun (Gen. Secretário do NADECO),
- Dr Tunji Olagunju,
- Dr AWA Ibrahim,
- Alhaji Kunle Ajeigbe,
- Alhaji Leke Shitu,
- Justiça Adegbite,
- Chief Ayo Raji,
- Dr Ismaila Bello.

Offa foi fundada por volta de 1000 por iorubás. O Offatedo do estado de Osun, Iyana Offa no estado de Oyo, Offa em Costa do Marfim, todos emanados de Offa. Atualmente, o trono  de Olofa está na disputa. Os chefes importantes condecorados de Offa incluem Esa, Ojomu, Sawo, Ola e Balogun. O nome louvor a Offa é "Ijakadi Loro Offa", uma frase iorubá que significa "luta é o nosso jogo". O mascote da cidade é o pássaro pavão, que é uma das espécies de aves exóticas mais importantes da região e também porque a cidade é um lugar bonito.
A '"Offa Grammar School" é a primeira escola de gramática da comunidade no norte da Nigéria.
Offa tornou-se mais recentemente conhecida na Nigéria pelo Adesoye College, que é uma das mais proeminentes escolas privadas na Nigéria. O proprietário da escola, Chefe Adesoye é também o fundador da  Okin Biscuits. As duas instituições trouxeram a ele e Offa renome em toda a Nigéria.